# Frigidita
Hypoaktivní porucha sexuální touhy neboli frigidita (z lat. frigidus, chladný) je porucha sexuální funkce, vyskytující se především u žen a spočívající v pohlavní chladnosti. Projevuje se v malé sexuální aktivitě, nezájmu o pohlavní styk, v necitlivosti pohlavních orgánů a neschopnosti vzrušení a orgasmu. Může mít psychické nebo fyzické příčiny a může být vrozená či získaná (například složitým porodem, potratem, apod.).